# Pink Floyd: The Wall
Pink Floyd: The Wall is een muziekfilm uit 1982 van regisseur Alan Parker. De film is gebaseerd op het album The Wall van Pink Floyd. Het scenario werd geschreven door de zanger en bassist van Pink Floyd, Roger Waters. De film kent weinig dialogen en het grootste deel van de film wordt gevuld met de muziek van Pink Floyd.
Daarnaast bevat de film 15 minuten aan animatie van cartoonist en illustrator Gerald Scarfe.

## Verhaal
De film laat de opbouw en de ondergang van een metaforische muur zien.
Pink, de hoofdpersoon van het verhaal, is een rockster, wat een van de redenen is van zijn depressieve emotionele staat. In de volgende scènes wordt duidelijk dat Pinks vader is overleden tijdens de Tweede Wereldoorlog.
De film blikt vervolgens terug op de jonge Pink die opgroeit in de beginjaren '50. Gedurende zijn jeugd mist hij een vaderfiguur. Op school wordt hij vernederd vanwege het feit dat hij gedichten schrijft in de klas. Pink trouwt uiteindelijk maar na een tijdje komt hij erachter dat zijn vrouw een affaire heeft, als hij aan het toeren is.

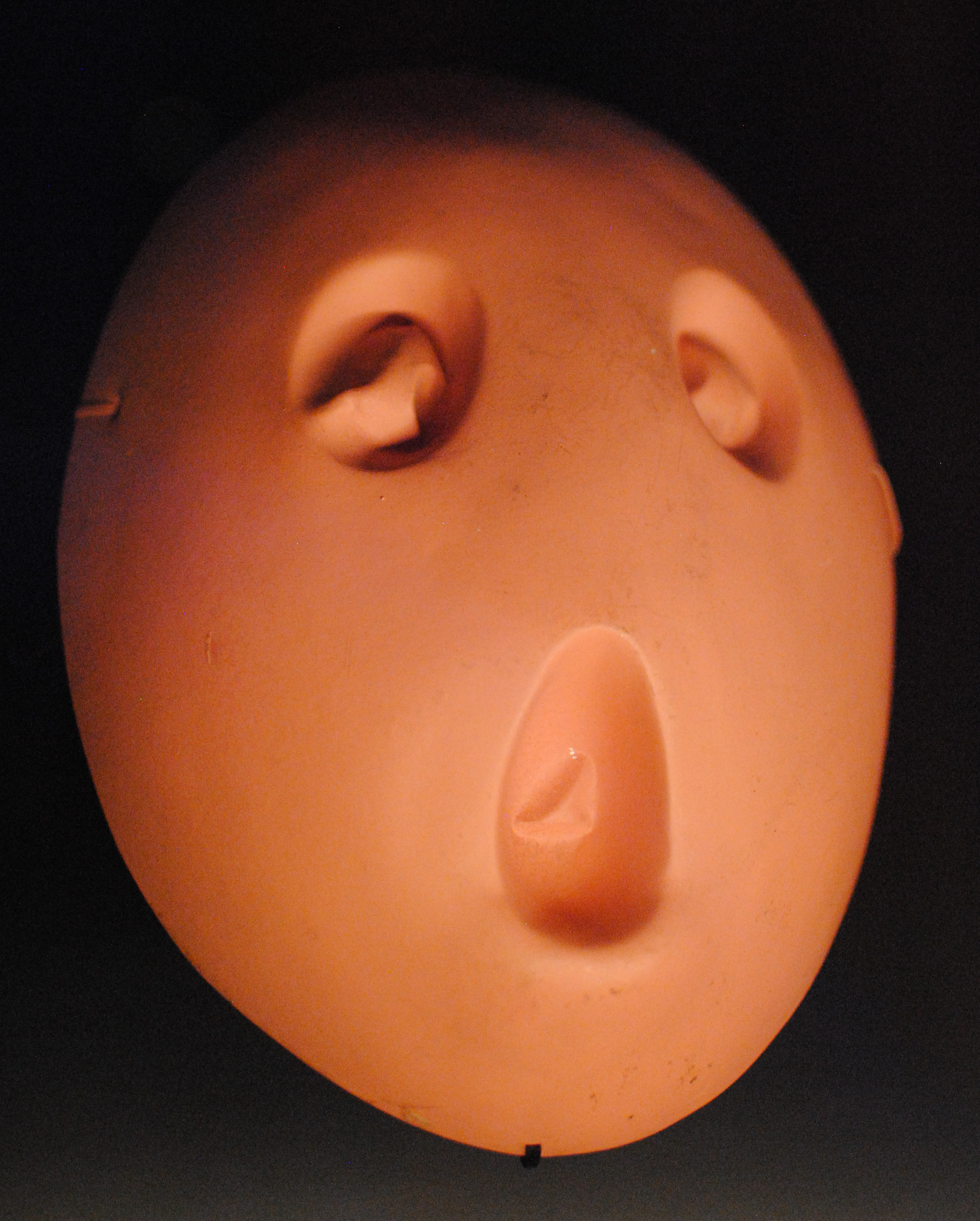

Pink verliest beetje bij beetje zijn denkvermogen en scheert al zijn lichaamshaar af om vervolgens een neonazi te worden. Pink's manager (Bob Hoskins), de hotelmanager (Michael Ensign) en enkele medici ontdekken Pink en injecteren hem met drugs, zodat hij toch nog in staat is om op te treden. Op het podium hallucineert Pink dat hij een nazi-dictator is en dat zijn concert een demonstratie is. Hij roept zijn volgelingen op tot het aanvallen van etnische minderheden en de witte vriendin van een zwarte man te verkrachten. Later houdt Pink een toespraak in een buitenwijk terwijl hij Waiting for the Worms zingt. Deze scène wordt onderbroken door de animatie van de iconische voortmarcherende hamers.
Pink schreeuwt Stop! en brengt zichzelf vervolgens voor het gerecht, wat geheel is weergegeven in animaties. Hij wordt hier afgebeeld als een pop die nauwelijks beweegt. De rechter wordt afgebeeld als een enorm achterwerk, die uit zijn anus praat. De rechter oordeelt uiteindelijk dat de muur omver moet worden geworpen. De film eindigt met drie kinderen die in het puin van de gevallen muur aan het spelen zijn.

## Prijzen en nominaties
| Jaar | Prijs        | Categorie            | Genomineerde(n)   | Uitslag     |
| ---- | ------------ | -------------------- | ----------------- | ----------- |
| 1983 | BAFTA Award  | Beste originele song | Roger Waters      | Gewonnen    |
| 1983 | BAFTA Award  | Beste muziek         | Meerdere personen | Gewonnen    |
| 1983 | Saturn Award | Beste posterontwerp  | Gerald Scarfe     | Genomineerd |